# Horyzonty Techniki
Horyzonty Techniki – miesięcznik naukowo-techniczny poświęcony popularyzacji techniki i wynalazczości wydawany od 1948 do 1990 przez Naczelną Organizację Techniczną w liczbie 30000 egzemplarzy.
Redaktorem naczelnym na początku działalności pisma był Rajmund Sosiński. Redakcja mieściła się w Warszawie przy ul. Czackiego. Pismo powstało podobne w formie i treści do miesięcznika „Młody Technik”. Po kilku latach udało mu się wypracować własny styl. W 1956 zaczęto wydawać „Horyzonty Techniki dla Dzieci”, których tytuł później zmieniono na „Kalejdoskop Techniki”. Miesięcznik wydawano do połowy 1990. Łącznie ukazało się 497 numerów.
W połowie 2012 rozpoczęto prace nad reaktywacją czasopisma przy współudziale byłego wydawcy i niektórych byłych redaktorów. W lutym 2015 roku uruchomiony został portal internetowy. Nowe „Horyzonty Techniki” były portalem stricte politycznym, jednak zawierały archiwum artykułów z wydań papierowych. Na początku 2016 zmieniona została nazwa i logo, a z portalu zniknęły artykuły archiwalne.